# Rafael Orozco
Rafael Orozco Flores, né le 24 janvier 1946 à Cordoue et mort à Rome le 25 avril 1996, est un pianiste espagnol. Il est considéré comme l'un des plus grands concertistes espagnols.

## Biographie
Issu d'une famille de musiciens, il étudie auprès de José Cubiles et  Alexis Weissenberg.
Sa carrière professionnelle commence lorsqu'il reçoit le premier prix à la Leeds International Piano Competition en 1966.
Son large répertoire comprend les œuvres de Franz Liszt, Franz Schubert, Manuel de Falla, Sergueï Rachmaninov et Isaac Albéniz. Il donna des récitals sur les cinq continents et participa en tant que soliste avec des orchestres connus tels que Cleveland, Chicago, New York, Philadelphia, Los Angeles, Berlin, Vienna, Paris, et London.
Il meurt le 25 avril 1996 des complications du sida, non sans avoir livré des interprétations magistrales d’Iberia d'Albeniz et des concertos de Rachmaninov.

## Hommages
En 1986, Cordoue récompensa Orozco de la médaille d'or de la ville et du titre d'Hijo Predilecto (Fils préféré).
Le Conservatoire supérieur de musique Rafael Orozco à Cordoue est baptisé en son honneur.